# Mesonoterus addendus
Mesonoterus addendus is een keversoort uit de familie diksprietwaterkevers (Noteridae). De wetenschappelijke naam van de soort werd in 1920 gepubliceerd door Willis Stanley Blatchley.